# Теплоенергетичний комплекс
Теплоенергетичний комплекс — технологічне поєднання паливодобувних (вугле-, газо-, нафтодобувних тощо) та перероблювальних підприємств з тепловими електростанціями, котельними або іншими теплофікаційними установками, пов'язаними транспортною системою, яка забезпечує безперебійне постачання палива.